# Udo Ebert (Volkswirt)
Udo Ebert ist ein deutscher Volkswirtschaftler.

## Leben
Von 1965 bis 1978 studierte er Volkswirtschaftslehre und Mathematik an der Universität Münster. Von 1970 bis 1979 war er wissenschaftlicher Mitarbeiter am Rechenzentrum der Universität Münster. Nach der Promotion 1975 zum Dr. rer. nat. in Münster war er von 1980 bis 1989 wissenschaftlicher Assistent am Institut für Gesellschafts- und Wirtschaftswissenschaften der Universität Bonn. Von 1989 bis 2009 lehrte er als Universitätsprofessor für Volkswirtschaftslehre und Finanzwissenschaft an der Universität Oldenburg.
Seine Forschungsschwerpunkte sind Probleme der Besteuerung, Untersuchung von Verteilungsproblemen, Methoden zur Beurteilung von Einkommensverteilungen, Bewertung von und Wohlfahrtsmessung bei nichtmarktfähigen (öffentlichen/Umwelt-)Gütern und Wirkung/Anreize und Ausgestaltung von umweltökonomischen Instrumenten.

## Schriften (Auswahl)
- Optimale Auslegung von Bestrahlungsplänen. Münster 1976, OCLC 74375409.
- On the relationship between the Hicksian measures of change in welfare and the Pareto principle. Bonn 1983, OCLC 74680324.
- Beiträge zur Wohlfahrtsökonomie. Effizienz und Verteilung. Berlin 1987, ISBN 3-540-18514-3.
- mit Patrick Moyes: Talents, preferences and inequality of well-being. Oldenburg 2010.